# Bailuyuan (film)
Pour plus de détails, voir Fiche technique et Distribution.
Bailuyuan (白鹿原, nom d'une région) est un film chinois réalisé par Wang Quan'an, sorti en 2011.

## Fiche technique
source : fiche du film à la Berlinale 2012
- Titre : Bailuyuan
- Titre original : 白鹿原,
- Réalisation : Wang Quan'an
- Scénario : Lu Wei et Shen Jie d'après le roman Bailuyuan de Chen Zhongshi
- Musique : Zhao Jiping
- Photographie : Lutz Reitemeier
- Montage : Wang Quan'an
- Production : Wang Qingyong et Zhang Xiaoke
- Société de production : Bailuyuan Film Company, Lightshades Film Productions, Xi'an Movie and Television Production Co. et Western Film Group Corporation
- Pays de production :  Chine
- Genre : drame, film historique
- Durée : 188 minutes
- Dates de sortie : 
  - Chine : 12 novembre 2011

## Distribution
- Zhang Fengyi : Bai Jiaxuan
- Kitty Zhang Yuqi : Tian Xiao'e
- Wu Gang : Lu Zilin
- Duan Yihong : Lu Heiwa
- Cheng Taishen : Bai Xiaowen
- Liu Wei : Lu San
- Guo Tao : Lu Zhaopeng
- Xu Huanshan : maître Guo
- Zhang Dehang : Tian Fuxia

## Distinctions
Le film est présenté en sélection officielle en compétition à la Berlinale 2012, Lutz Reitemeier remporte l'Ours d'argent de la meilleure contribution artistique,.